# Ломбаардит
Ломбаардит — мінерал, силікат кальцію, заліза й алюмінію острівної будови.

## Загальний опис
Хімічна формула: Ca2(Fe, Mg, Mn)(Al, Fe)2[O|OH|SiO4|Si2O7].
Містить (%): CaO — 16,4; FeO — 10,5; Al2O3 — 40,2; SiO2 — 31,6; H2O — 1,3.
Сингонія моноклінна. Вид призматичний. Голчастий.
Густина 3,85.
Колір темно-сірий.
Знайдений у провинції Трансвааль, Південно-Африканська Республіка (ПАР). Рідкісний.
За прізвищем геолога з ПАР Б. Ломбаарда (B.V.Lombaard), H.J.Nel, C.A.Strauss, F.E.Wickman, 1949.